# Santa Catalina (kommun)
Santa Catalina är en kommun i Colombia.   Den ligger i departementet Bolívar, i den norra delen av landet, 700 km norr om huvudstaden Bogotá. Antalet invånare är 12 058. Arean är 153 kvadratkilometer.
Terrängen i Santa Catalina är platt åt nordväst, men åt sydost är den kuperad.